# ビーチボーイズに憧れて
「ビーチボーイズに憧れて」は、2023年12月15日からFODで配信されている配信ドラマ。全4話。主演は小沢一敬と徳井義実。
また、2024年1月6日にBSフジで放送された。

## 概要
1997年7月期の月9で放送されていた「ビーチボーイズ」のオマージュ作品である。
主演の小沢、徳井がBSフジで共演していた「恋愛マルシェ」がきっかけで本作が制作された。
本作には、「ビーチボーイズ」で主演を演じていた反町隆史が特別出演を果たした。
また、本作のロケは「喫茶ダイヤモンドヘッド」で行われている。

## あらすじ
ドラマ「ビーチボーイズ」に憧れた大沢小波と満井凪人は、まもなく50歳を迎えるが、独身。そんな二人は共同で、「喫茶ダイヤモンドヘッド」を経営。様々なことを経験していきながら、二人が自分の海を見つけていく物語。

## キャスト
大沢小波（おおさわ こなみ）
演 - 小沢一敬
独身。凪人ともに、喫茶ダイヤモンドヘッドを経営。
凪人とは、1997年秋のビーチボーイズのオフ会で出会った。ビーチボーイズの広海に憧れており、服装や話し方を真似ている。

満井凪人（みつい なぎと）
演 - 徳井義実
独身。ビーチボーイズのオフ会で小波と出会っている。喫茶ダイヤモンドヘッドを建てたいと言った張本人。ビーチボーイズの海都にあこがれている。俊の実の父親。

森佳苗（もり かなえ）
演 - 入山法子
「トータル出版」勤務の記者。喫茶ダイヤモンドヘッドに取材に来る。後に宮部と婚約
千堂太一（せんどうたいち）
演‐加藤諒
喫茶ダイヤモンドヘッドの常連客でタクシー運転手。以前、パニック障害になった際に小波と凪人に助けられ、常連客となった。

寺島アカリ（てらじま あかり）
演 - 宮下咲
千葉海洋大学の浪人生。喫茶ダイヤモンドヘッドで勉強している。

村岡吾郎（むらおか ごろう）
演 - 村田秀亮
漁師。

宮部修次（みやべ しゅうじ）
演 - 久保田真旺
「トータル出版」のカメラマン。アメリカに行くことが決まっている。後に森と婚約。

小池俊（こいけ しゅん）
演 - 宮里ソル
喫茶ダイヤモンドヘッドを買収しようとする会社の社員。実は凪人の息子（本人はその事実を知らない）。ダイヤモンドヘッドで一日過ごし、買収を諦めた。
ちなみに、ビーチボーイズは見たことないらしい。

小池真千子（こいけ まちこ）
演 - 戸田菜穂
凪人の元婚約者。凪人についていけなくなり婚約破棄したが、後に妊娠が発覚。俊を出産した。

反町隆史（そりまち たかし）
演 - 反町隆史
本人役。ビーチボーイズで桜井広海役を演じており、噂を聞き喫茶ダイヤモンドヘッドを訪れ、小波と凪人に車の押し方などを伝授する。

## スタッフ
- 脚本 - 我人祥太、西垣匡基
- 演出 - 有川宗
- プロデュース - 谷口大二、梶本圭、仲村孝明
- 音楽 - 武部聡志
- 監修 - 亀山千広、高井一郎
- 主題歌 - 反町隆史 with Richie Sambora「Forever」
- 制作著作 - BSフジ、フジテレビ
- special thanks - 岡田惠和、石坂理江子、澤田鎌作、木村達昭

## 放送日程
| 各話   | サブタイトル           |
| ------ | ---------------------- |
| 第1話  | we are the beach boys! |
| 第2話  | 俺、ここを出ていく     |
| 第3話  | 戻るべき場所           |
| 最終話 | 広海が帰ってきた!?     |